# Jōsō
Jōsō (japanska: 常総市 ?, Jōsō-shi) är en stad i Ibaraki prefektur i Japan. Staden fick stadsrättigheter 1954.